# Vânia Bastos
Vânia Bastos (Ourinhos, 13 de maio de 1956) é uma cantora brasileira, ligada ao movimento cultural Vanguarda Paulista.

## Carreira
Em 1975 mudou-se para São Paulo, onde começou a estudar Sociologia e canto com os professores Hermelino Neder e seu pai, Jamil Neder.
Vânia Bastos iniciou sua carreira profissional no início dos anos 80 ao lado de Arrigo Barnabé, sendo solista de Clara Crocodilo, disco marcante da chamada Vanguarda Paulista. Com Arrigo foi também a solista de Tubarões Voadores, álbum lançado em 1984.
Durante dois anos cantou com Itamar Assumpção na banda Isca de Polícia.
Em 1986 grava seu primeiro disco solo e dentre seus dez trabalhos gravados tem discos lançados também no Japão e Europa. Dedicou CDs inteiros às canções de Caetano Veloso, Tom Jobim e Clube da Esquina, tendo as participações do próprio Caetano e de Milton Nascimento em gravações suas. Tem um único DVD, Tocar na Banda, em comemoração a vários anos de vida artística.
Em 1992, lança o disco Vânia Bastos Canta Caetano, que foi sucesso de crítica e público.
Em maio de 1997, lançou o álbum Diversões Não-Eletrônicas, uma homenagem à figura do maestro-arranjador.
Em maio de 1999, lançou o CD Belas e Feras, só com canções de compositoras brasileiras, como Adriana Calcanhotto, Fátima Guedes, Baby do Brasil, Rita Lee, Dona Ivone Lara, Ângela Ro Ro, Marina Lima, Lucina, Joyce e Zélia Duncan.
Em 2010, a artista lançou o trabalho Na Boca do Lobo, álbum totalmente dedicado à obra de Edu Lobo. Ronaldo Rayol foi o diretor musical, arranjador e violonista deste álbum, que contou também com a participação do próprio Edu Lobo.
Em 2016, Vânia Bastos lançou o singular disco Concerto para Pixinguinha, com arranjos do maestro Marcos Paiva. O disco foi elogiadíssimo pela crítica especializada de todo Brasil. Disco destaque de 2016. Vencedor do Prêmio Profissionais da Música em 2017. 
Em 2022, apresentou a turnê “Superbacana”, uma visita de Vânia à sua trajetória de mais de 30 anos de carreira.

## Discografia
| Nome                                        | Ano  | Selo            | Mídia    |
| ------------------------------------------- | ---- | --------------- | -------- |
| Vânia Bastos                                | 1986 | Copacabana      | LP       |
| Eduardo Gudin & Vânia Bastos                | 1989 | Eldorado        | LP e CD  |
| Vânia Bastos                                | 1990 | Eldorado        | LP       |
| Cantando Caetano                            | 1992 | Colúmbia        | CD       |
| Canta mais                                  | 1994 | Velas           | CD       |
| Vânia Bastos & cordas. Canções de Tom Jobim | 1995 | Velas           | CD       |
| Diversões não eletrônicas                   | 1997 | Velas           | CD       |
| Belas feras                                 | 1999 | PlayArte Music  | CD       |
| Vânia Bastos canta Clube da Esquina         | 2002 | MZA Music       | CD       |
| Tocar na banda                              | 2005 | Dabliú Discos   | CD e DVD |
| Na boca do lobo                             | 2010 | Lua Music       | CD       |
| Concerto para Pixinguinha                   | 2016 | Conexão Musical | CD       |